# Троппер, Йехиэль
Йехиэль Моше (Хили) Троппер (ивр. ‎ род. 22 апреля 1978) — депутат кнессета в рамках парламентской фракции «Ха-махане ха-мамлахти», министр без портфеля в чрезвычайном правительстве национального единства с 12 октября 2023 по 12 июня 2024 года. В прошлом он занимал должность директора отдела образования, социального обеспечения и культуры в Йерухаме. Учредитель НПО «В кругах правосудия», «Добрый сосед» и «Мозаичный фонд». Ранее он занимал должность вице-президента фонда «Ахарай», Руководил школой Бранко Вайс Рамла и работал старшим помощником министра образования Шая Пирона.

## Биография
Троппер родился в Иерусалиме. Его отец, раввин доктор Даниэль Троппер, — президент и основатель некоммерческой организации «Гешер». У Троппера девять братьев и сестер. Учился в первом выпуске военно-подготовительной школы «Нахшон», Служил в боевых частях в «дувдеване».
Пять лет он работал в «Ахарай!» («За мной!») — ассоциации, работающей с молодежью на периферии. Троппер доработал до должности вице-президента ассоциации по образованию.
Работал в муниципалитете Бат-Яма в общинном отделе, который координирует департамент образования и социального обеспечения муниципалитета.
Троппер руководил школой «Бранко Вайс — Рамла», предназначенной для подростков, которые бросили учёбу и получили ещё одну возможность, и был показан в документальном фильме Бена Шани и Иланы Даян «Школа последнего шанса».
Троппер получил степень бакалавра гуманитарных и социальных наук в Открытом университете, где он учился одновременно с работой в школе «Бранко Вайс — Рамла», и степень магистра по истории и еврейскому образованию в Институте Ландера.
В преддверии девятнадцатых выборов в Кнессет Троппер выдвинул свою кандидатуру в список партии «Авода». Он занял 23-е место в партийном списке на выборах в девятнадцатый Кнессет, но не был избран. После выборов стал помощником министра образования раввина Шая Пирона. В 2015 году, после ухода Пирона из правительства, начал работать в качестве директора Отдела образования, социального обеспечения и культуры в Йерухаме.
В феврале 2019 года было объявлено, что он будет участвовать в выборах 21-го Кнессета от партии «Хосен ле-Исраэль», возглавляемой Бени Ганцем, одним из её основателей. Был избран в Кнессет.
В феврале 2020 года Троппер пожертвовал почку человеку, которого не знал.
Женат, отец четверых детей.